# Trichonotulus shantungensis
Trichonotulus shantungensis är en skalbaggsart som beskrevs av Vladimir Balthasar 1941. Trichonotulus shantungensis ingår i släktet Trichonotulus och familjen Aphodiidae. Inga underarter finns listade i Catalogue of Life.